# Antharmostes marginata
Antharmostes marginata là một loài bướm đêm trong họ Geometridae.